# Stora Gråmunkegränd

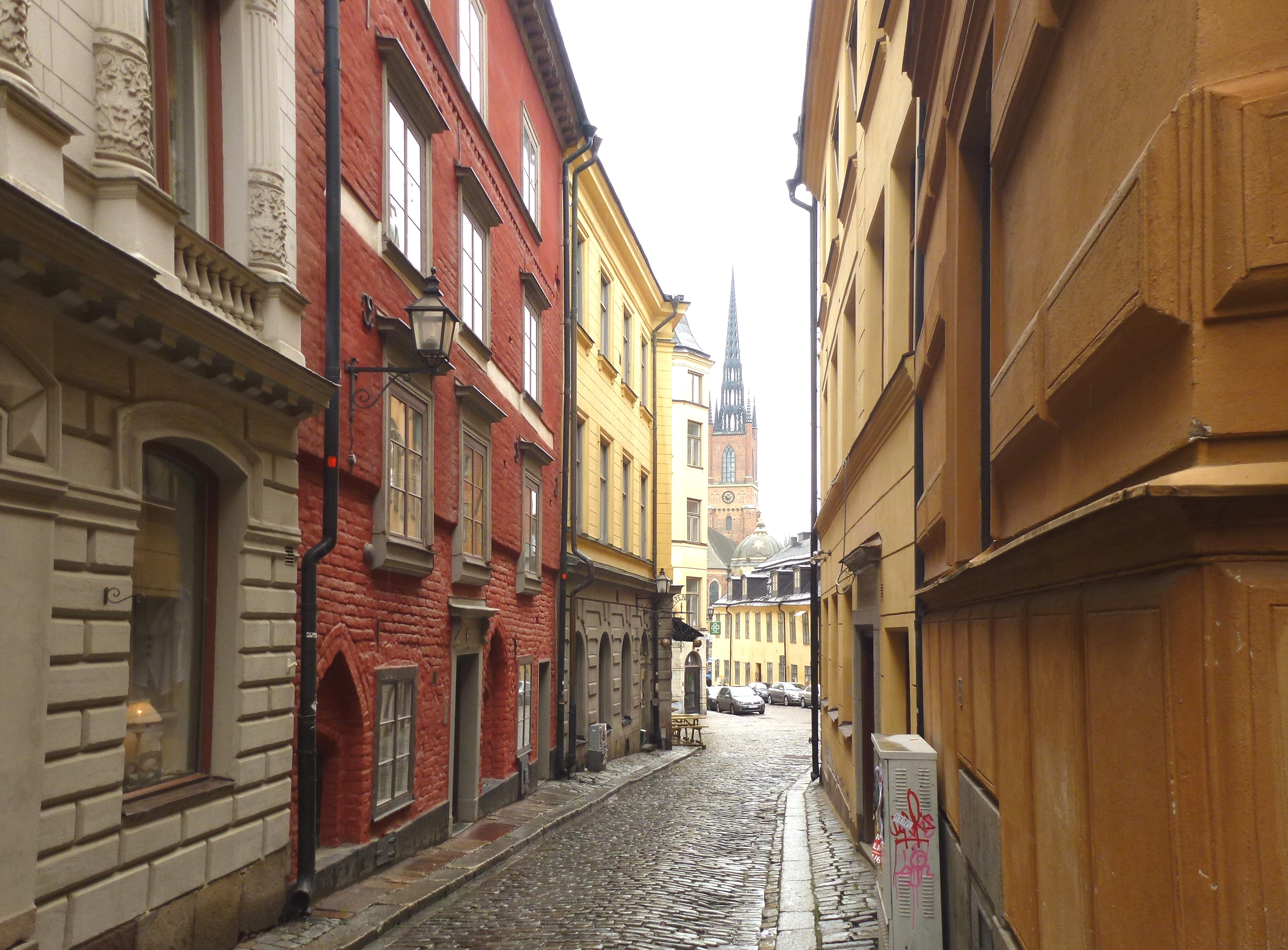
Stora Gråmunkegränd mot Riddarholmen.

Stora Gråmunkegränd är en gata i Gamla stan, Stockholm. Gränden går från Västerlånggatan i öst till Stora Nygatan i väst.

## Historik

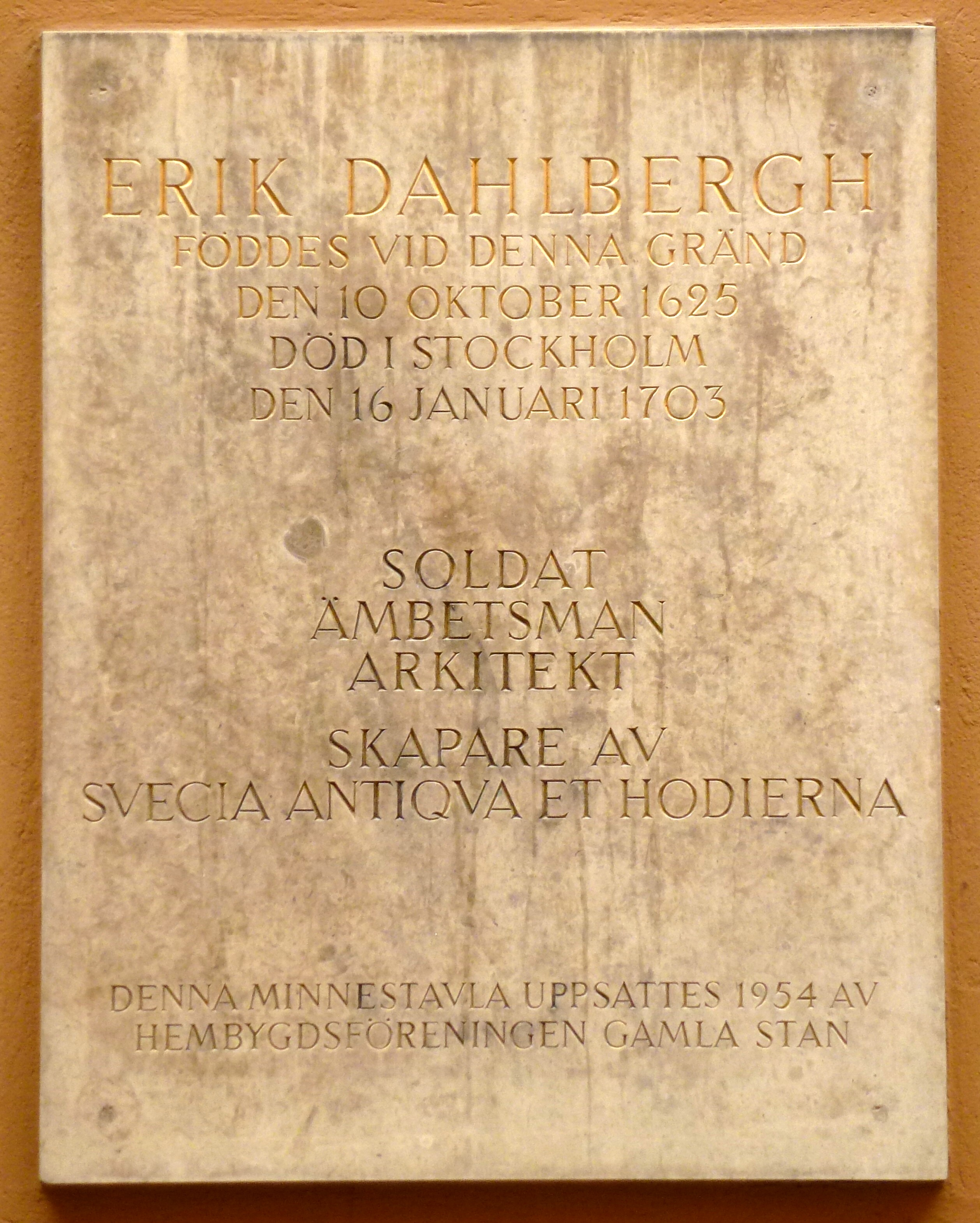
Minnestavlan

Gråmunketornet ingick i Stockholms yngre stadsmur, genom dess valv gick vägen till Gråmunkeholmen (Riddarholmen) över Gråmunkebron. Gränden kallades under medeltiden och fram till 1700-talet Gråbrödragränd eller Gråmunkegränd. Det utvidgade namnet Stora Gråmunkegränd fick den under 1700-talets första årtionden då benämningen Lilla Gråmunkegränd började användas för Helga Lekamens gränd. Gränden går från Västerlånggatan ner till Munkbron
På huset Stora Gråmunkegränd 2 finns en minnestavla uppsatt 1954 av Hembygdsföreningen Gamla stan med texten: "Erik Dahlbergh föddes vid denna gränd den 10 oktober 1625 död i Stockholm den 16 januari 1703. Soldat, ämbetsman, arkitekt. Skapare av Suecia antiqua et hodierna".

## Stora Gråmunkegränd 5
Huset vid Stora Gråmunkegränd 5 fick vid en restaurering i början av 1970-talet tillbaka stora delar av sin medeltida fasad. De två nedersta våningarna daterades till 1300- eller 1400-talet. Den övre våningen kragar ut med en halv sten för att ge våningen en större yta. Här syns igenmurade bågfönster. Ovanför pryds fasaden av ett så kallat "sågskift", alltså ett band av snedställda tegelstenar. Ljusmålade blinderingar skulle höja husets estetiska verkan. Den tredje våningen byggdes efter en brand på 1500-talets början. På fasaden syns även medeltidens raka, helsmidda ankarslut.

## Bilder, Stora Gråmunkegränd 5

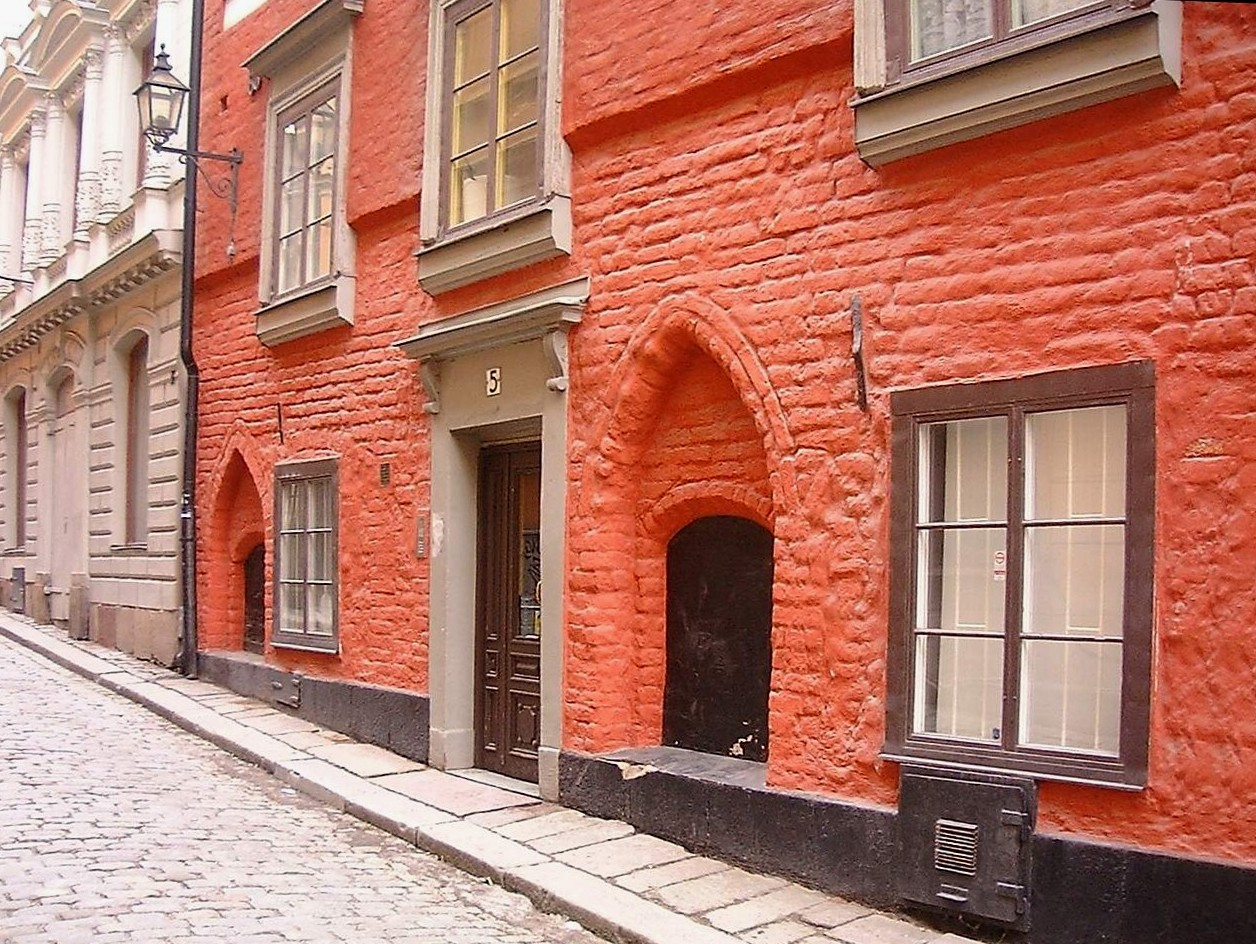
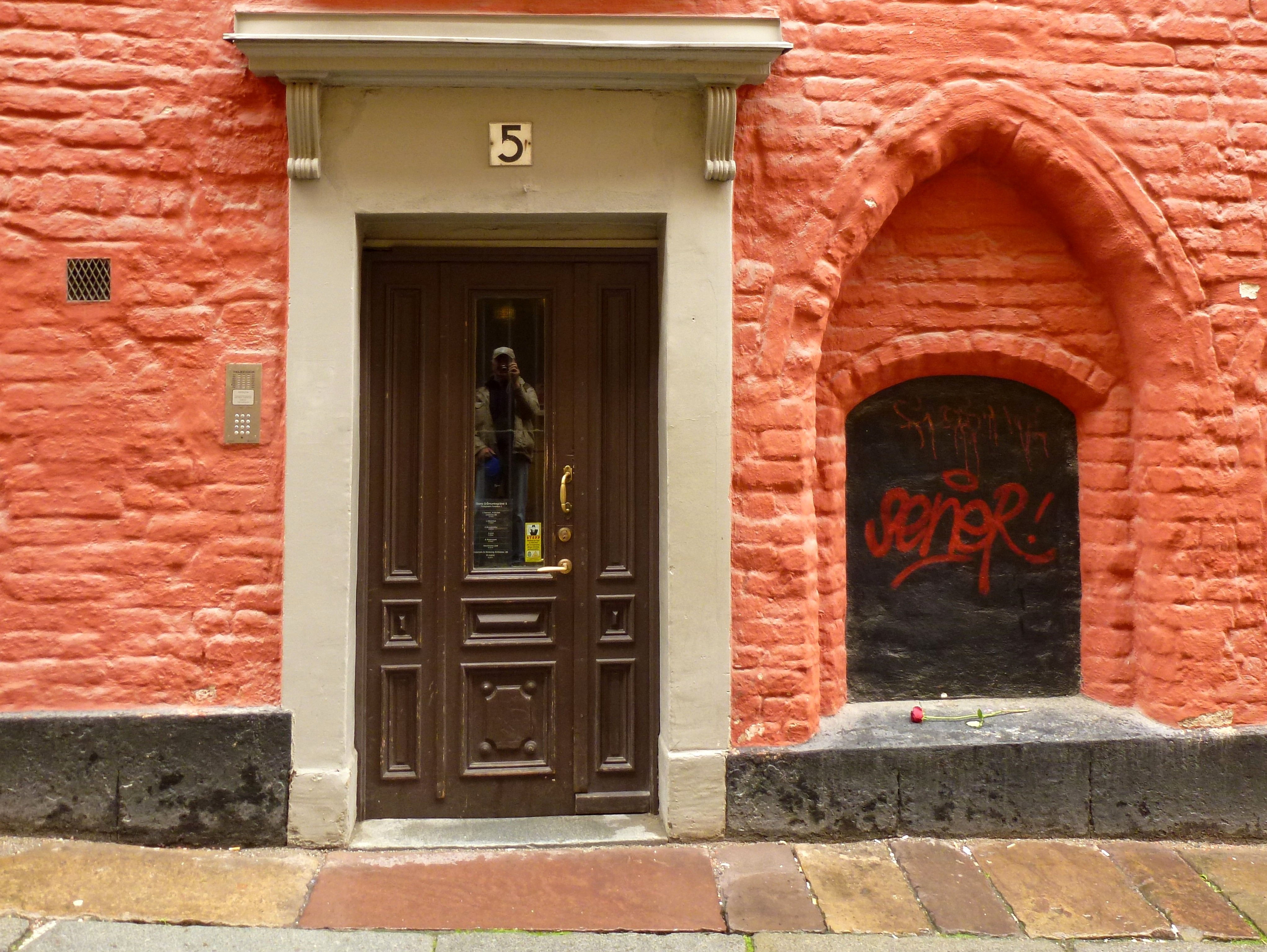
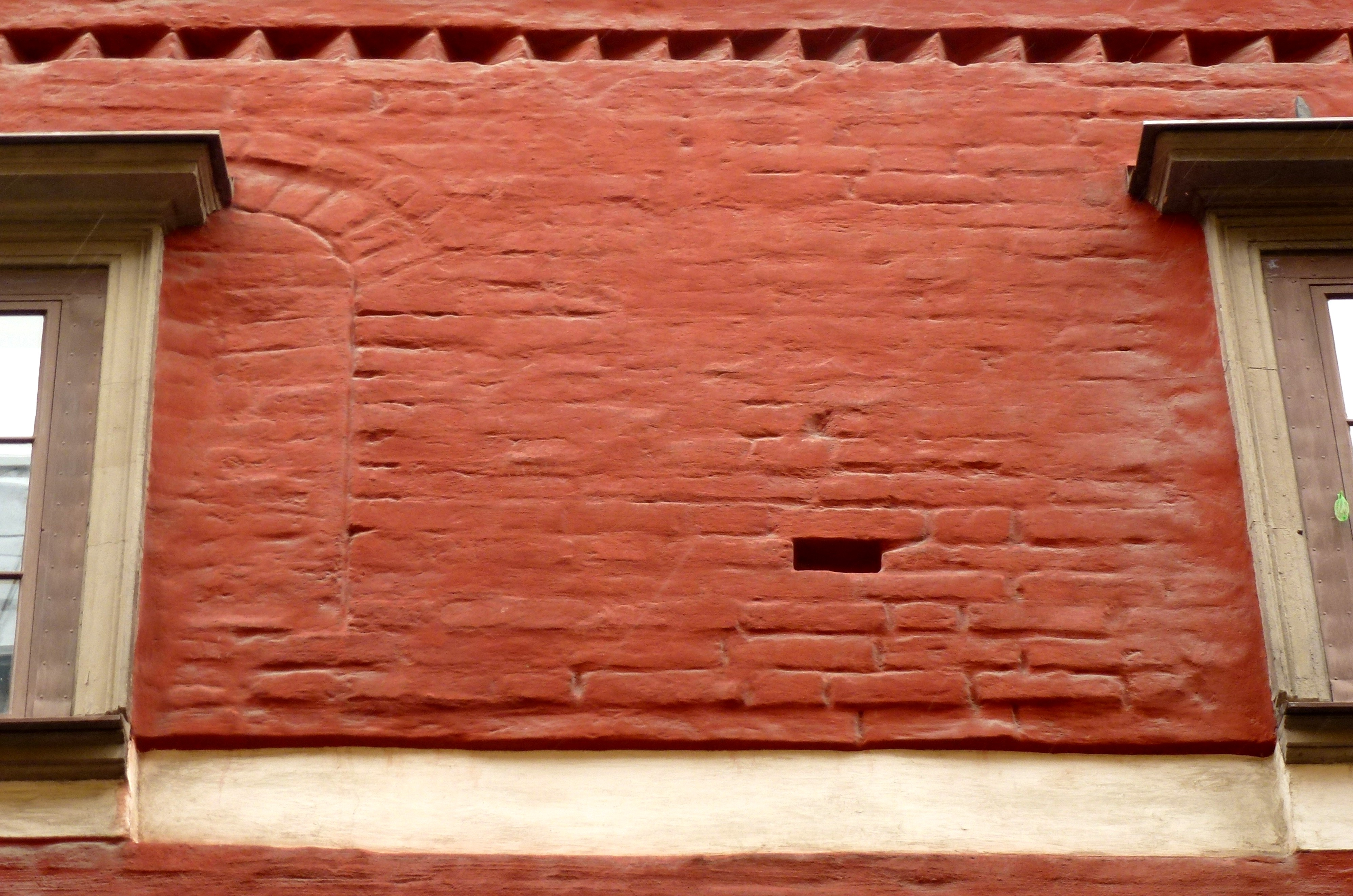
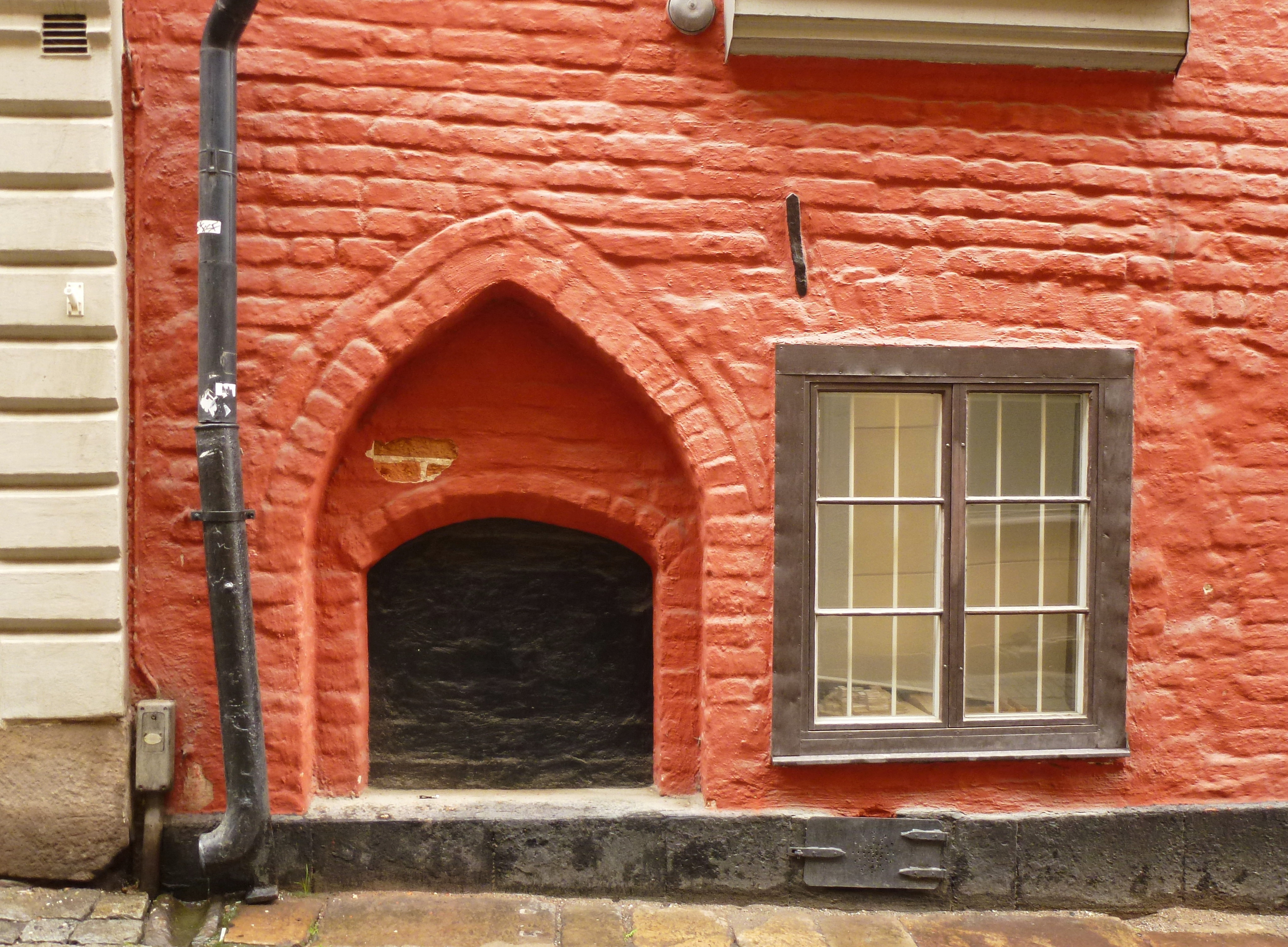
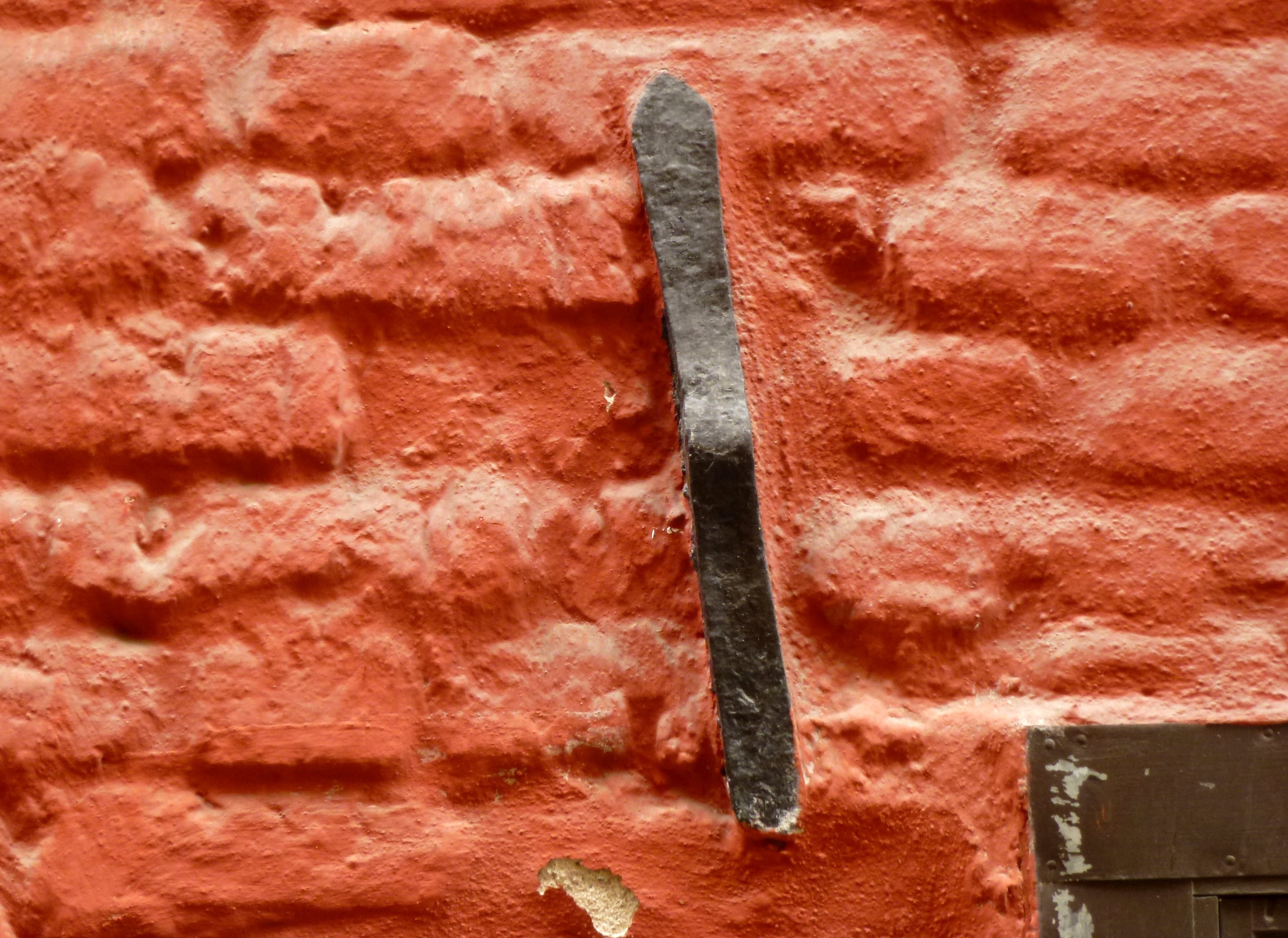